# Balaka macrocarpa
Balaka macrocarpa (фиджийское название — ниуниу (фидж. niuniu)) — вид из рода Балака (Balaka) семейства Пальмовые (Arecaceae). Эндемик островов Фиджи.

## Распространение
Имеет ограниченный ареал, встречаясь только на островах Вити-Леву и Вануа-Леву в архипелаге Фиджи на высоте до 820 м. Произрастает во влажных лесах.
Согласно Красной книге МСОП вид находится в критическом состоянии.

## Биологическое описание
Balaka macrocarpa — дерево высотой до 8 м. Диаметр ствола — 6 см. Цвет — зелёный. Длина листьев — около 2 м. Черешок листа короткий, длиной 6—24 см. Листочки вытянуто-сигмовидные, суженные от середины до пазухи и зазубренного конуса нарастания. Длина листочков — до 39 см, ширина — около 6 см. В верхней части образуется компактная крона в составе 7—12 листьев. Растения произрастающие в полной тени, как правило, имеют бо́льшие размеры, чем те деревья, которые произрастают в лесном пологе.
Ось соцветия длиной до 33 см. Мужские цветки покрыты чешуйками, с многочисленными тычинками. Лепестки женского цветка размером 1—1,2 см. Плоды длиной 3,3—4,2 см, диаметром 1,5—1,7 см. Имеет овальную форму. Созревший плод имеет оранжевый цвет.